# Henrik Bielke (hofmarskal)
 Der er flere personer med dette navn, se Henrik Bielke.
Henrik Christopher Frederik Bielke (født 10. februar 1739, død 30. januar 1789) var en dansk hofmarskal og amtmand, bror til Rudolph Bielke.
Han var søn af oberst og hofmester på Glücksborg Christian Henrik Christopher Frederik Bielke og Anne Emerencia Vilhelmine f. Ahlefeldt. Han blev 1757 fændrik ved Livregiment Dragoner, 1757 hofjunker, 1760 kammerjunker hos dronning Juliane Marie, 1761 afskediget som fændrik, blev i januar 1771 marskal hos Arveprins Frederik og i april samme år hofmarskal og kort efter katastrofen 17. januar 1772 Enevold Brandts efterfølger som Directeur des spectacles (= chef for den franske komedie og den italienske opera på Hofteatret ved Christiansborg). Han optrådte straks temmelig hårdt mod kapelmester Sarti, som havde den danske skueplads i entreprise, og da skuespillerne forestillede Bielke, at han på højere steder burde virke til teatrets fremme, lykkedes det ham også ved sin fasthed at udrette ikke så lidt for det danske nationalteater, især da dronning Juliane Marie meget yndede den danske komedie. Hans indsats for teatret blev dog kort. Bielke blev medlem af den kommission, der i maj 1772 blev nedsat til at tage teaterforholdene under overvejelse. Den første frugt af dens virksomhed var, at Sarti blev bevæget til at opgive entreprisen af teatret, og at der blev sat en stopper for scenens nedværdigelse ved ekvilibristiske kunster, som Georg Ludvig von Køller-Banner i øvrigt protegerede, væsentlig for at underholde den sindssyge konge. Bielke modvirkede med fasthed Arveprins Frederiks uheldige protektion af mådelige og uværdige skuespillere og dansere, hvorimod det ikke lykkedes ham at besejre arveprinsens modstand mod nogle fornuftige forandringer i det alt for stive ceremoniel i teatret under kongefamiliens tilstedeværelse der. Men 9. juli blev han sendt til sin nye stilling som amtmand i Tønder Amt og i august udtrådte Bielke af kommissionen, hvori han ikke havde været godt set af Arveprinsen, og hvori han stadig havde haft stridigheder med Køller-Banner. Han havde forbindelse til grev Schack Carl Rantzau, og Bielkes exit fra hoffet skal muligvis ses i sammenhæng med Rantzaus samtidige fald fra magten. Han blev 1772 kammerherre og 1777 Ridder af Dannebrog. Bielke døde 30. januar 1789.
I året 1772 havde han ægtet Helene Magdalene Storm, der døde 1808. Han er portrætteret af C.A. Lorentzen (1789, på Frederiksborgmuseet).